# Aguas del Valle
Aguas del Valle es una empresa chilena de servicios sanitarios que realiza tratamiento y distribución de agua potable en la Región de Coquimbo. Es subsidiaria de Empresa Sanitaria de Valparaíso, Aconcagua y Litoral (ESVAL), una empresa de agua potable que opera en la vecina Región de Valparaíso.

## Historia
Aguas del Valle S.A. fue constituida el 4 de diciembre de 2003, luego de que la Empresa Sanitaria de Valparaíso se adjudicara la concesión por 30 años de los servicios de agua potable en la Región de Coquimbo, anteriormente en manos de la Empresa de Servicios Sanitarios de Coquimbo (ESSCO), entidad creada bajo el alero del Servicio Nacional de Obras Sanitarias (SENDOS). Aguas del Valle fue conformada por Esval S.A. y Servicios Sanitarios Las Vegas Ltda., las cuales poseen un 99% y 1% de las acciones, respectivamente. El 23 de diciembre del mismo año se iniciaron oficialmente las operaciones de tratamiento de aguas servidas y distribución de agua potable.
En noviembre de 2004 la empresa inauguró una nueva oficina comercial en Coquimbo. Ese mismo año obtuvo las certificaciones ISO 9001:2000 (Sistema de Gestión de Calidad) e ISO 14001:1996 (Sistema de Gestión Ambiental).
Al momento de iniciar operaciones en 2003, la empresa poseía más de 170.000 clientes y 600.000 beneficiarios en la Región de Coquimbo, prestando servicios en las comunas de La Serena, Coquimbo, Vicuña, Paihuano, Andacollo, Ovalle, Monte Patria, Punitaqui, Combarbalá, Illapel, Canela, Los Vilos y Salamanca.

## Infraestructura
Aguas del Valle administra en la actualidad la red de saneamiento y agua potable en la mayor parte de la Región de Coquimbo. Las comunas de La Serena y Coquimbo son abastecidas por una central colectora ubicada en la localidad de Las Rojas, en la comuna de La Serena, que extrae el agua desde el caudal del río Elqui. En Tongoy existe una planta de tratamiento de aguas residuales que purifica el agua utilizada en dicha localidad.